# Luigi Maria Marelli
Luigi Maria Marelli (Milano, 24 aprile 1858 – Rho, 14 aprile 1936) è stato un vescovo cattolico italiano.

## Biografia
Nasce a Milano, città capoluogo di provincia e sede arcivescovile, il 24 aprile 1858.

### Ministero sacerdotale
L'11 giugno 1881 è ordinato presbitero, nella cattedrale di Milano, dall'arcivescovo Luigi Nazari di Calabiana. È membro degli oblati dei Santi Ambrogio e Carlo.
Dopo l'ordinazione ricopre l'incarico di rettore del santuario della Madonna del Bosco ad Imbersago; in seguito è parroco di San Nicolò a Vaprio d'Adda.
Nel 1904 il cardinale Andrea Carlo Ferrari acconsente alla richiesta dell'arcivescovo di Ravenna Guido Maria Conforti, che lo vuole suo vicario generale; succede all'allora vescovo ausiliare Pietro Maffi, nominato in precedenza arcivescovo metropolita di Pisa.
Nel 1906, dopo due anni a Ravenna, ritorna nell'arcidiocesi ambrosiana; continua reggere la parrocchia di Vaprio d'Adda e ricopre anche il ruolo di provicario generale.

### Ministero episcopale
Il 16 dicembre 1907 papa Pio X lo nomina vescovo di Bobbio; succede a Carlo Castelli, precedentemente nominato arcivescovo metropolita di Fermo. Il 6 gennaio 1908 riceve l'ordinazione episcopale, con il vescovo Leonida Mapelli, nella cattedrale di Milano, dal cardinale Andrea Carlo Ferrari, co-consacranti l'arcivescovo Guido Maria Conforti e il vescovo Giovanni Mauri. Il 21 giugno seguente prende possesso della diocesi.
Fino al 1916 ha come segretario personale padre Enrico Mauri.
Il 15 dicembre 1914 papa Benedetto XV lo nomina vescovo di Bergamo; succede a Giacomo Radini-Tedeschi, deceduto il 22 agosto precedente. L'11 aprile 1915 prende possesso della diocesi.
L'11 marzo 1920 riceve da papa Benedetto XV la lettera Soliti nos, in cui il pontefice ricorda il dovere di affrontare il socialismo e ribadisce l'importanza dell'insegnamento sociale della Chiesa, stabilito dall'enciclica Rerum Novarum.
Il 25 gennaio 1921 è nominato assistente al Soglio Pontificio.
Il 9 giugno 1930 amministra la cresima, nel duomo di Bergamo, alla futura santa Gianna Beretta Molla.
Il 16 dicembre 1931 gli viene affiancato il vescovo coadiutore Adriano Bernareggi, cui affida la guida della diocesi negli ultimi anni di vita; si ritira a Rho, dove muore il 14 aprile 1936. Le sue esequie vengono celebrate a Bergamo, alla presenza del cardinale Alfredo Ildefonso Schuster. È sepolto nella cripta dei vescovi della cattedrale di Bergamo.

## Genealogia episcopale
La genealogia episcopale è:
- Cardinale Scipione Rebiba
- Cardinale Giulio Antonio Santori
- Cardinale Girolamo Bernerio, O.P.
- Arcivescovo Galeazzo Sanvitale
- Cardinale Ludovico Ludovisi
- Cardinale Luigi Caetani
- Cardinale Ulderico Carpegna
- Cardinale Paluzzo Paluzzi Altieri degli Albertoni
- Papa Benedetto XIII
- Papa Benedetto XIV
- Papa Clemente XIII
- Cardinale Marcantonio Colonna
- Cardinale Giacinto Sigismondo Gerdil, B.
- Cardinale Giulio Maria della Somaglia
- Cardinale Carlo Odescalchi, S.I.
- Cardinale Costantino Patrizi Naro
- Cardinale Lucido Maria Parocchi
- Cardinale Andrea Carlo Ferrari
- Vescovo Luigi Maria Marelli